# 미리암 스피테리 데보노
미리암 스피테리 데보노(Myriam Spiteri Debono, 1952년 10월 25일 ~ 2025년 7월 24일)는 몰타의 정치인이자 제11대 현 대통령이다. 이 자리에 선출된 최초의 고조섬 여성이다. 또한 1996년부터 1998년까지 몰타 하원의장을 역임했으며, 이 직책을 맡은 최초의 여성이었다.